# Quimiolitotrofia
A quimiolitotrofia é um tipo de metabolismo encontrado em procariontes, em que a energia é obtida a partir da oxidação de compostos inorgânicos.
Estes organismos podem usar hidrogênio, compostos reduzidos de enxofre (como sulfuretos, ácido sulfídrico e tiossulfato), óxidos de ferro (II), ou amoníaco como fontes de agentes redutores, ganhando energia a partir da oxidação destes compostos com aceitadores de electrões como o oxigénio ou o nitrito. Estes processos microbiológicos são importantes em ciclos biogeoquímicos como a acetogénese, a nitrificação e a desnitrificação e são de importância crítica para a fertilidade do solo.